# رسول‌آباد (چشمه زیارت، دو)
رسول‌آباد روستایی در دهستان چشمه زیارت بخش مرکزی شهرستان زاهدان استان سیستان و بلوچستان ایران است.

## جمعیت
بر پایه سرشماری عمومی نفوس و مسکن در سال ۱۳۹۵ جمعیت این روستا ۳۷ نفر (۱۱خانوار) بوده‌است.